# Adriele
Adriele  è un nome proprio di persona italiano maschile.

## Varianti in altre lingue
- Catalano: Adriel[2]
- Ebraico: עַדְרִיאֵל ('Adriy'el)[3]
- Inglese: Adriel[3]
- Latino: Hadriel[1]
- Olandese: Adriël
- Spagnolo: Adriel[2]

## Origine e diffusione
Deriva dal nome ebraico o aramaico עַדְרִיאֵל ('Adriy'el), composto da עֵ֫דֶר (eder, "gregge") combinato con El ("Dio"), col significato complessivo di "[del] gregge di Dio". Secondo altre fonti sarebbe invece un equivalente di Azrael, "aiuto di Dio", in cui il primo elemento corrisponde all'ebraico עָזַר ('ázar, "aiutare", "assistere", da cui anche Azaria ed Esdra).
È un nome biblico, portato nel Vecchio Testamento da un genero di Saul, marito di Merab; nella tradizione ebraica è anche il nome di un angelo della morte.

## Onomastico
Il nome è adespota e l'onomastico viene quindi festeggiato il 1º novembre, giorno di Ognissanti.

## Persone

### Variante Adriel
- Adriel Ba Loua, calciatore ivoriano
- Adriel Jeremiah Green, giocatore di football americano statunitense